# Guitar.ru
Guitar.ru — веб-сайт, российское интернет-издание, посвященное игре на гитаре, электрогитаре и бас-гитаре. Публикации guitar.ru включают в себя обзоры и тестирование музыкального оборудования и инструментов, интервью с известными музыкантами, уроки игры на гитаре, аналитические статьи и обзоры, рецензии на музыкальную аудио- и видеопродукцию.

## История
История проекта guitar.ru началась в 1996 году в Ижевске. Тогда на сервере Удмуртского государственного университета была создана домашняя страница «Гитарные примочки», основу которой составила коллекция схем гитарных педалей эффектов и статьи по их использованию. Осенью 1997 года сайт «Гитарные примочки» переезжает на коммерческий хостинг, а количество статей, размещенных на сайте, продолжает расти.
2 сентября 1998 года сайт меняет свой внешний вид и значительно расширяет спектр охватываемых тем. Теперь на сайте можно было найти информацию по любому вопросу, касающемуся гитары — начиная от гитарных аккордов и заканчивая советами по самостоятельному изготовлению гитары. 19 сентября 1998 года был зарегистрирован домен guitar.ru.
9 сентября 2002 года guitar.ru регистрируется как официальное средство массовой информации (Свидетельство о регистрации Эл 77-6499 от 9 сентября 2002 г.)
За прошедшее время сайт продолжал развиваться и наполняться материалами. В 2009 году guitar.ru полностью сменил дизайн.

## Проекты

### Издательская деятельность
За время своей работы сайт guitar.ru подготовил и выпустил:
диски
- «Архив материалов сервера»
- «Гитарная электроника — коллекция схем»
- «Гитарист — 2000»

книги С. Арзуманова
- «Секреты гитарного звука»
- «Домашняя студия гитариста»

### Конкурс «Гитарист — 2000»
Сайт guitar.ru провел осенью 2000 года первый в России интернет-конкурс гитаристов с международным участием. Число участников конкурса превысило 300 человек. В состав жюри входили самые известные российские гитаристы, а также журналисты и сетевые обозреватели. Призы победителям конкурса предоставили крупные компании и магазины. После проведения конкурса был выпущен компакт-диск «Гитарист — 2000» с композициями победителей.

### Форум
На форуме происходит обсуждение музыкальных инструментов и оборудования, гитарной электроники, музыкальных коллективов. Имеет раздел объявлений для частных лиц.

### Вики
Гитарная вики является справочником гитариста и содержит основные определения по теории музыки, приемам игры, устройствам обработки сигнала и конструкции инструментов.

## Награды
За время своего существования сайт guitar.ru был награждён многими сетевыми наградами, отмечен различными музыкальными изданиями как лучший гитарный сайт Рунета. В 2000 году сайт получил престижную награду — Национальную Интел Интернет премию в номинации «Музыка» (статуэтка была вручена в зале Российской Академии наук).